# Special Delivery (filme de 2022)
Special Delivery (hangul: 특송; hanja: 特送; rr: Teuksong) é um filme policial de ação sul-coreano de 2022 escrito e dirigido por Park Dae-min para a M Pictures. Estrelado por Park So-dam, Song Sae-byeok e Kim Eui-sung. Foi lançado nos cinemas em 12 de janeiro de 2022.
O filme foi oficialmente convidado na seção Harbour do 51st International Film Festival Rotterdam, realizado de 26 de janeiro a 6 de fevereiro de 2022. Nas bilheterias, arrecadou um faturamento bruto de US$ 3,46 milhões e obteve 439.177 entradas.

## Enredo
Jang Eun-ha é um ex-desertora norte-coreana que se tornou balconista de entregas especiais em Busan, que parte para Seul para buscar um ex-jogador de beisebol Kim Doo-Sik, que está envolvido em um comércio ilegal de jogos de azar. No ponto de partida, Eun-ha conhece o filho de Doo-Sik, Kim Seo-won, onde ela e Seo-won são perseguidas por Kyeong-pil, um policial corrupto e também o mentor do comércio de jogos de azar. Kyeong-pil está atrás de Seo-won porque deseja recuperar a chave de segurança da conta bancária contendo US$ 30 milhões, que está em posse de Seo-won. Doo-sik é morto na perseguição enquanto tentava proteger Seo-won, onde Kyeong-pil acusa Eun-ha pela morte de Kim Doo-sik e pelo sequestro de Seo-won. Os homens de Kyeong-pil tentam sequestrar Seo-won, mas Eun-ha consegue subjugá-los após uma intensa perseguição.
Enquanto isso, Eun-ha viaja para Busan e narra os incidentes para seu chefe, que mais tarde decide criar passaportes falsos para enviar Seo-won ao exterior. Ao criar passaportes, o chefe de Eun-ha é morto por Kyeong-pil durante uma briga e Eun-ha ataca Kyeong-pil e seus homens. Kyeong-pil mantém Seo-won sob a mira de uma arma, onde ele o joga no mar e tenta atirar em Eun-ha, mas Eun-ha esfaqueia Kyeong-pil e se afoga com ele no mar. Seo-won é salva, mas Eun-ha finge sua morte e foge da polícia. Dias depois, Seo-won é internado em um orfanato e escola, onde vive feliz. Depois da escola, Seo-won finalmente conhece Eun-ha e eles dirigem até o orfanato de Seo-won, mas Eun-ha recebe uma mensagem sobre um cliente e diz a Seo-won que eles deveriam ir a um ponto de coleta, indicando que ela ainda trabalha como atendente de entrega especial.

## Elenco
- Park So-dam como Jang Eun-ha, uma motorista de entrega[4]
- Song Sae-byeok como Jo Kyung-pil, um investigador que persegue after Eun-ha.
- Kim Eui-sung como Baek Kang-cheol, presidente da Baekgang Industries, uma empresa de entrega especial[5]
- Jung Hyeon-jun como Kim Seo-won[6]
- Yeon Woo-jin como Kim Doo-shik, um cliente especial, pai de Seo-won
- Yeom Hye-ran como Han Mi-Young, perseguidor de Eun-ha do National Intelligence Service[7]
- Han Hyun-min como Asif, especialista em reparos expressos em veículos[8]

### Aparições especiais
- Yoo Seung-ho[9]
- Jeon Seok-ho
- Choi Deok-moon

## Produção
A produção começou em 29 de maio de 2019 com Park So-dam, Song Sae-byeok, Kim Eui-sung e Jung Hyeon-jun confirmados como elenco. Park Dae-min foi confirmado como diretor do filme de ação policial. "Park So-dam e Jung Hyeon-jun se reuniram após o filme Gisaengchung de 2019". Yeon Woo-jin, Yeom Hye-ran e Han Hyun-min se juntaram ao elenco em papéis coadjuvantes. A fotografia principal começou em 29 de maio de 2019 para este filme de perseguição. As fotos da leitura do roteiro foram reveladas em 4 de junho.

## Música
A trilha sonora original do filme foi lançada em 5 de janeiro de 2022. Este é o terceiro empreendimento do diretor musical Hwang Sang-joon, para o diretor Park Dae-min depois de Private Eye (2009) e Seondal: The Man Who Sells the River (2016). A música foi apreciada pelo público que assistiu à prévia.

### Trilha sonora original
| Lançado em 5 de janeiro de 2022 |                             |                |         |  |
| N.º                             | Título                      | Artista        | Duração |  |
| 1.                              | "Follow You"                | Cardigan Club  | 3:52    |  |
| 2.                              | "Make Your Money, Shake It" | Black Gatsby   | 2:54    |  |
| 3.                              | "Can You Drive?"            | Hwang Sang-jun | 1:03    |  |
| 4.                              | "First Express"             | Hwang Sang-jun | 2:22    |  |
| 5.                              | "Delivery"                  | Eunji Park     | 3:21    |  |
| 6.                              | "Villain"                   | Eunji Park     | 3:05    |  |
| 7.                              | "No Problem"                | Taehyun Lee    | 3.26    |  |
| 8.                              | "Speed1"                    | Hwang Sang-jun | 2:01    |  |
| 9.                              | "Speed2"                    | Hwang Sang-jun | 3:21    |  |
| 10.                             | "Drop"                      | Taehyun Lee    | 3:42    |  |
| 11.                             | "Villain Ver2"              | Eunji Park     | 2:36    |  |
| 12.                             | "Smog"                      | Hwang Sang-jun | 4:35    |  |
| 13.                             | "Parking Lot Action"        | Eunji Park     | 3:37    |  |
| 14.                             | "My Partner"                | Hwang Sang-jun | 1:23    |  |
| 15.                             | "Express Epilogue"          | Eunji Park     | 2:13    |  |
| Duração total:                  | Duração total:              | Duração total: | 43:31   |  |

## Lançamento
O filme foi agendado para lançamento nos cinemas em 5 de janeiro de 2022, mas a data foi adiada para uma semana depois, para 12 de janeiro. O filme foi oficialmente convidado na seção Porto do 51st International Film Festival Rotterdam, que foi realizado de 26 de janeiro a 6 de fevereiro de 2022, e na seção de competição do 24º Udine Far East Film Festival, realizado de 22 a 30 de abril de 2022. Além disso, foi pré-vendido para 47 países ao redor do mundo. Após seu lançamento em 12 de janeiro na Coreia do Sul, foi lançado em Hong Kong, Cingapura e Mongólia em 13 e 14 de janeiro, e na Indonésia e Taiwan em 19 e 28 de janeiro, respectivamente. Também foi convidado para o 26º Fantasia International Film Festival e foi exibido em sua estreia na América do Norte em 14 de julho de 2022.
O filme entrou na seção de competição de suspense do 40º Festival Internacional de Cinema Fantástico de Bruxelas e foi exibido com estreia na Bélgica em 6 de setembro de 2022.

### Mídia doméstica
O filme foi disponibilizado para streaming em IPTV (Olleh TV, B TV, LG U+ TV), Home Choice, TVING, Naver TV, WAVVE, Google Play, KT skylife, Cinefox e KakaoPage a partir de 4 de fevereiro de 2022.

## Recepção

### Box office
O filme foi lançado em 995 telas em 12 de janeiro de 2021. De acordo com a rede de computadores integrada do Korean Film Council (Kofic), o filme com 233.462 entradas ficou em no. 2 nas bilheterias coreanas no fim de semana de estreia.
Em 5 de julho de 2022, arrecadou US$ 3,25 milhões junto com 443.177 admissões.

### Resposta crítica
Baek Seung-chan de Kyunghyang Shinmun apreciou as performances de Park So-dam e Song Sae-byeok. Comparando o filme com os filmes americanos Baby Driver (2017) e Drive (2011), Baek afirmou que o filme é divertido, e “o design de cena que aproveita as características culturais da Coreia é interessante”. No entanto, ele criticou a forma como o filme tratava as crianças. Concluindo, ele escreveu: "Special Delivery utiliza facilmente a situação das pessoas socialmente desfavorecidas e das crianças como uma combinação adequada para filmes de gênero."

## Prêmios
| Ano  | Prêmio                                         | Categoria                           | Destinatário(s)  | Resultado | Ref.          |
| ---- | ---------------------------------------------- | ----------------------------------- | ---------------- | --------- | ------------- |
| 2022 | 58th Baeksang Arts Awards                      | Best Actress                        | Park So-dam      | Indicado  | [ 27 ] [ 28 ] |
| 2022 | 58th Baeksang Arts Awards                      | Best Technical Award (Martial Arts) | Choi Seong-gyeom | Indicado  | [ 27 ] [ 28 ] |
| 2022 | 26th Fantasia International Film Festival      | Jury's Special Mention              | Special Delivery | Venceu    | [ 29 ] [ 30 ] |
| 2022 | Brussels International Fantastic Film Festival | Black Raven                         | Special Delivery | Indicado  | [ 21 ]        |
| 2022 | Chunsa Film Art Awards 2022                    | Best Actress                        | Park So-dam      | Indicado  | [ 31 ]        |
| 2022 | 43rd Blue Dragon Film Awards                   | Best Actress                        | Park So-dam      | Indicado  | [ 32 ]        |
| 2022 | 58th Grand Bell Awards                         | Best Actress                        | Park So-dam      | Indicado  | [ 33 ] [ 34 ] |